# UFOs
UFOs ist eine französische Comedy- und Mystery-Fernsehserie, die von Clémence Dargent und Martin Douaire entwickelt und unter Regie von Antony Cordier produziert wurde. Die erste Staffel wurde in Frankreich vom 11. Januar bis 1. Februar 2021 auf Canal+ gesendet, die zweite vom 21. Februar bis 14. März 2022. Die deutsche Erstausstrahlung beider Staffeln erfolgte auf ONE ab dem 27. März 2024.

## Besetzung
| Schauspieler      | Rolle                                                                         |
| ----------------- | ----------------------------------------------------------------------------- |
| Melvil Poupaud    | Didier Mathure, Ingenieur und zeitweise Leiter der GEPAN                      |
| Michel Vuillermoz | Marcel Bénes, Mitarbeiter und zeitweise Leiter der GEPAN                      |
| Géraldine Pailhas | Élise Conti, Ingenieurin, Ex-Frau von Didier und spätere Direktorin des CNES  |
| Quentin Dolmaire  | Rémy Bidaut, IT- und Statistik-Experte der GEPAN                              |
| Daphné Patakia    | Véra Clouseau                                                                 |
| Nicole Garcia     | Kommandantin Valérie Delbrosse, ehemals beim militärischen Geheimdienst       |
| Alice Taglioni    | Claire Carmignac, Kommunikationsbeauftragte seitens der Regierung (Staffel 2) |

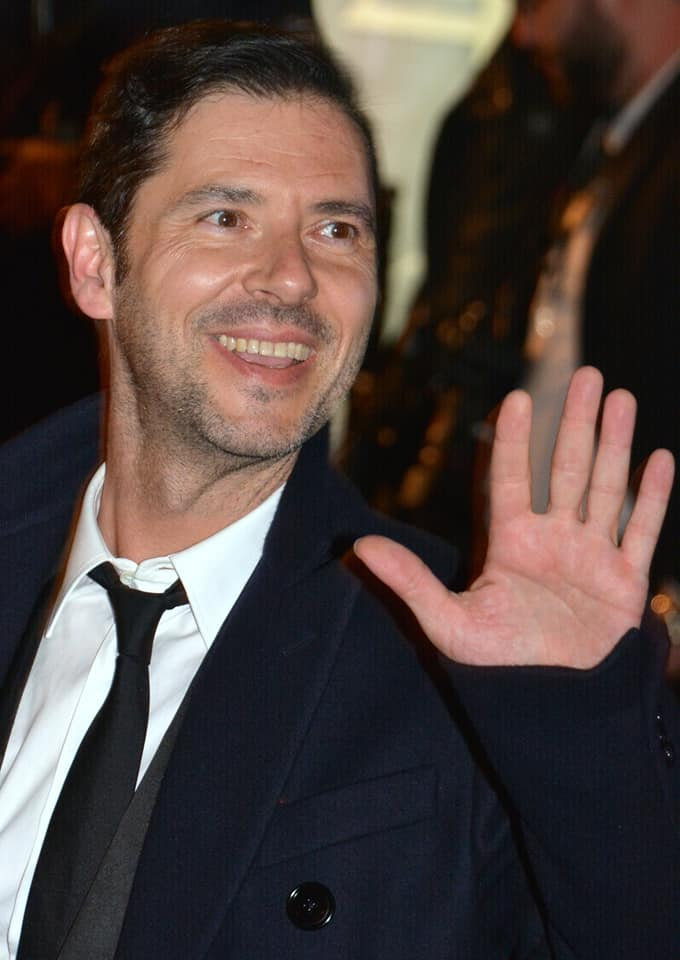
Melvil Poupaud als Didier Mathure
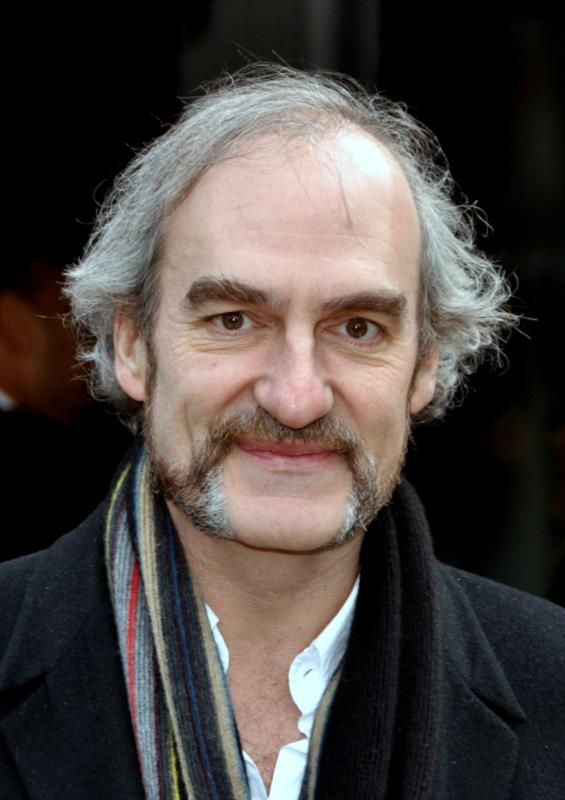
Michel Vuillermoz als Marcel
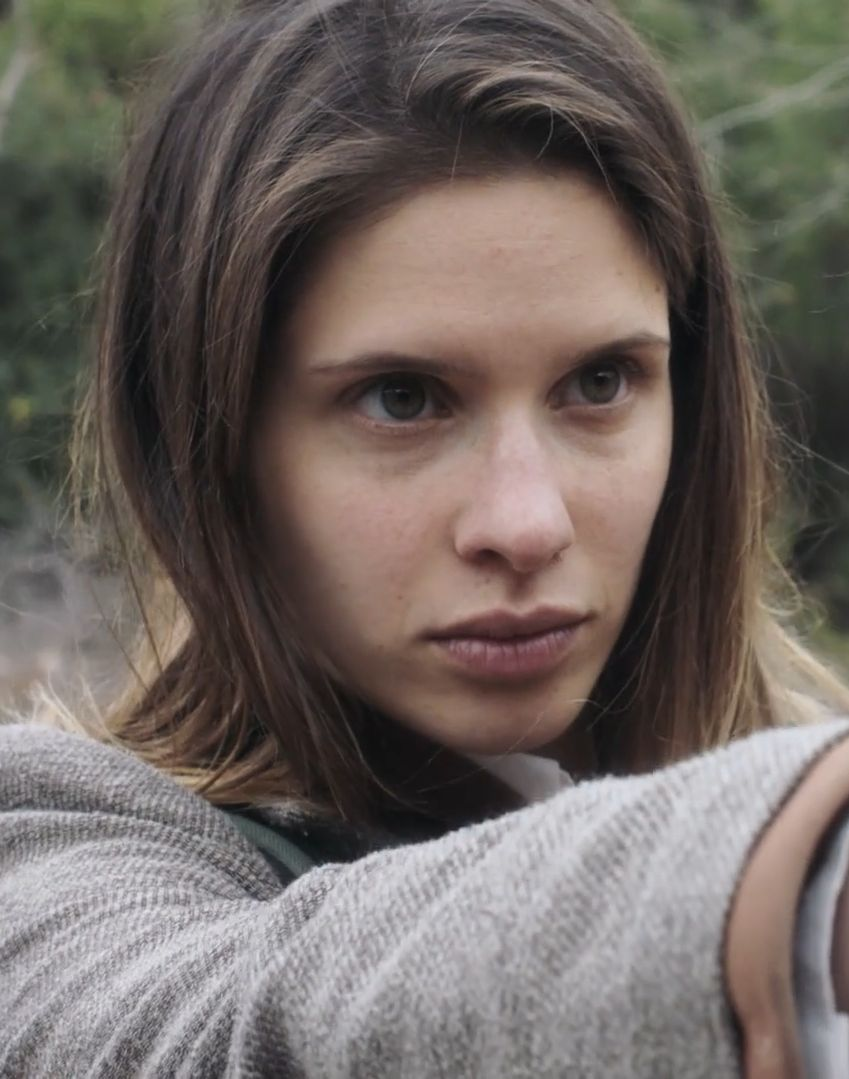
Daphné Patakia als Véra
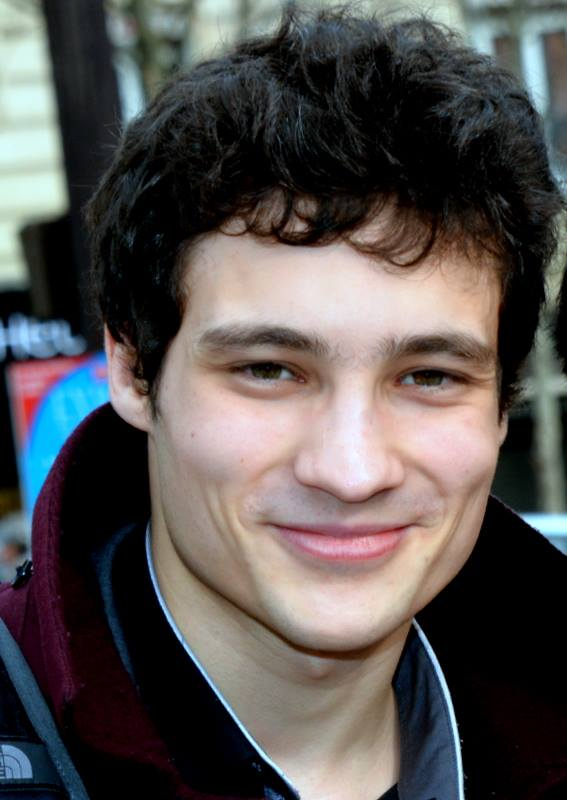
Quentin Dolmaire als Rémy
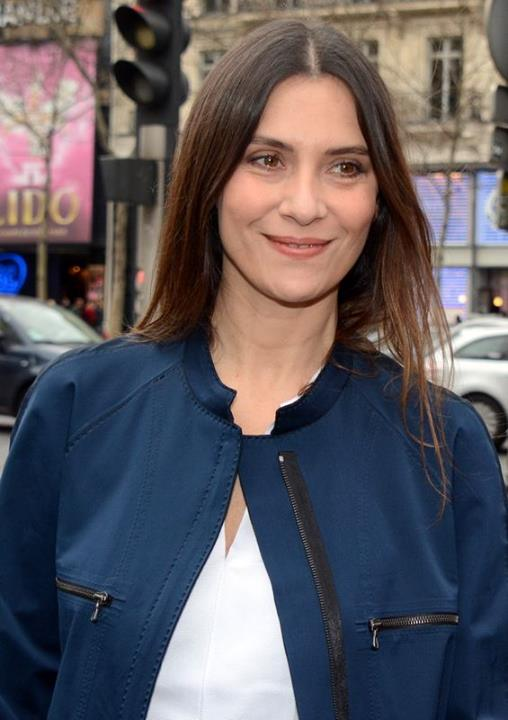
Géraldine Pailhas als Elise
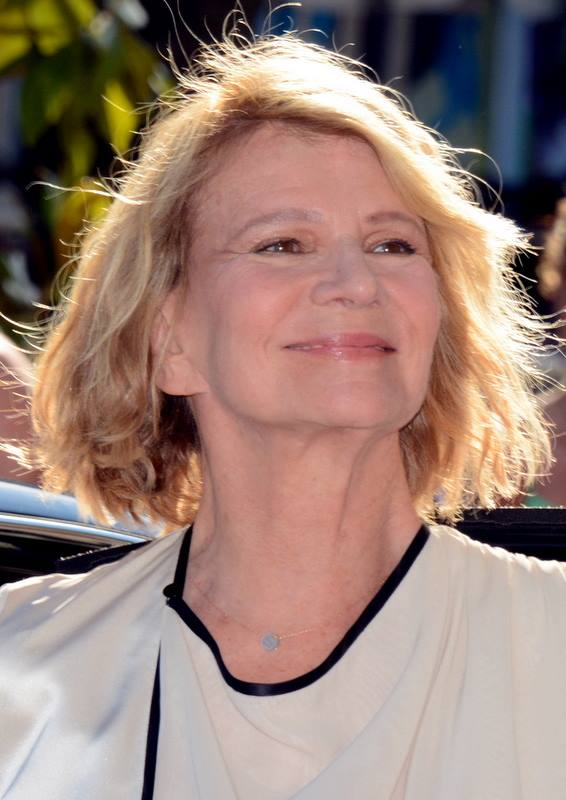
Nicole Garcia als Valérie Delbrosse
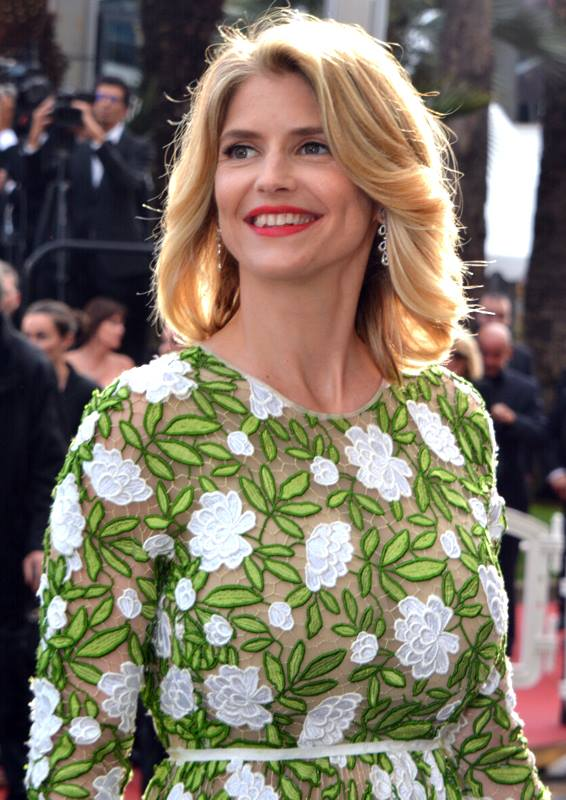
Alice Taglioni als Claire Carmignac

## Handlung der 1. Staffel
Didier Mathure ist ein Mitarbeiter des CNES gegen Ende der 1970er Jahre. Obwohl er zunächst keinen Fehler finden kann, übernimmt er die Verantwortung für den misslungenen Start einer neu entwickelten Rakete und soll deswegen strafversetzt zum Chef der Abteilung zur Untersuchung von UFO-Phänomenen namens GEPAN werden. Sein Chef fordert dabei das Abwimmeln von UFO-Meldungen und natürliche Erklärungen und will die Abteilung eigentlich möglichst bald schließen. Mathures drei neue Untergebene Marcel, Véra und Rémy aber nehmen ihre Aufgabe sehr ernst und wollen jeden Einzelfall genau prüfen. Zunächst will Didier auch alles abtun mit wissenschaftlichen Erklärungen, um das Ziel seines Chefs zu erreichen, was aber bald umschlägt, nachdem sich einige Vorkommnisse nicht so leicht erklären lassen. Verkompliziert wird seine Situation noch dadurch, dass seine Ex-Frau Élise zuerst seine Kollegin beim fehlgeschlagenen Projekt war, später aber seine Vorgesetzte wird.

## Episodenliste und Handlung der 2. Staffel
| Nr. (ges.) | Nr. (St.) | Titel | Erstausstrahlung Frankreich | Deutschsprachige Erstausstrahlung (D) |
| --- | --------- | ----- | --------------------------- | ------------------------------------- |
| 13 | 1         | -     | 21. Feb. 22                 | 27. März 24                           |
| Im Atomkraftwerks Laubiac kommt es zu unerklärlichen Fehlfunktionen. Didier und seine Kollegin Véra sind seit einem Jahr mit dem Ufo-Bus unterwegs. Sie untersuchen eine UFO-Sichtung, von der ihnen ein Briefträger berichtet hatte. Sie halten das Ufo für echt und rufen André und Marcel von der GEPAN, die das Ganze jedoch als reifbedeckten Großstrauch im Scheinwerferlicht erkennen. Als Didier seinem Sohn Bastien zum Geburtstag gratulieren will, muss er erkennen, dass seine Frau Elise inzwischen mit einem erfolgreichen Arzt zusammenlebt, der notleidende Menschen in Entwicklungsländern hilft. Sein Sohn interessiert sich kaum für sein Geschenk, einen Kompass, weil ihm der Stiefvater ein Superman-Kostüm geschenkt hatte. Auch seine Tochter Diane macht Didier Vorwürfe. Als das CNES-Institut mit geringeren staatlichen Zuschüssen zurechtkommen muss und für ein lukratives Privatforschungsprojekt dringend einen fähigen Abteilungsleiter braucht, schenkt Didier den Ufo-Bus seiner Kollegin Véra und fängt wieder im Institut an. Als Marcel bemerkt, dass sein Partner und GEPAN-Kollege André Geheimnisse hat, die offenbar das Atomkraftwerk betreffen, benötigt Marcel die Hilfe von Didier, Verá und Rémy, um in den Safe einzubrechen, in dem sich jedoch nur eine stylische Unterhose befindet, die er von André zum Geburtstag erhalten sollte. Dennoch brechen sie gemeinsam ins Atomkraftwerk ein und finden heraus, dass sich auf unerklärliche Weise rings um den Reaktor eine dicke Schicht Zuckerwatte gebildet hat. |           |       |                             |                                       |
| 14 | 2         | -     | ?                           | 27. März 24                           |
| Didier und seine Kollegen werden beim Einbruch ins Atomkraftwerk erwischt und zur Rede gestellt. Sie dürfen jedoch zur Zuckerwatte weiter ermitteln. Didier trägt seiner Frau und Chefin die Idee vor, für die Beschleunigung der kommerziellen Satelliten die Mondanziehung zu benutzen. André hat zunehmende Rückenschmerzen. Er zeigt Didier einen Inuit-Kamm, den er einst in Kolumbien fand und für ein außerirdisches Artefakt gehalten hatte. Er wirft ihn in den Papierkorb. Véra und Marcel sprechen mit einem Mitarbeiter des Atomkraftwerks, der seit den Vorfällen krankgeschrieben ist. Sie finden heraus, dass er ein Ufo über dem Kraftwerk gesehen hat. Als Didier in der Nähe seiner Frau und Kinder nach einer Wohnung sucht, bemerkt er dort Empfangsstörungen des Fernsehers, die die gesamte Nachbarschaft des Atomkraftwerks betreffen. Er geht davon aus, dass die Störungen auf die Zuckerwatte zurückzuführen sind, die als Sender dient, und berichtet auch Véra davon. Als sie Marcel davon erzählen wollen, verabschiedet sich dieser mit André in den Urlaub nach Tahiti und übergibt die Leitung von GEPAN an Didier. |           |       |                             |                                       |
| 15 | 3         | -     | ?                           | 27. März 24                           |
| Ein Mann auf einer fremden Welt erklärt seiner Tochter, dass der Inuit-Kamm das Bruchstück eines intergalaktischen Ankers ist, den sie benötigen, um zur Erde zurückkehren zu können. Zur gleichen Zeit erforscht Didier die Sendefrequenz der Zuckerwatte, wobei ihm der Chef des AKW seine Beauftragte für Öffentlichkeitsarbeit, Claire, als Aufpasserin zur Seite stellt. Als diese das Untersuchungsgerät kurzzeitig auf Maximum stellt, um schneller zu einem Ergebnis zu kommen, tauchen plötzlich Sonnenblumen in der Nähe des Reaktors auf. Rémy, der aufgrund der Sendestörungen seinen Job verloren hat, soll im AKW eine Gruppe Kinder betreuen, die etwas über Ufos erfahren wollen. Sie essen heimlich die Probe der vermeintlich radioaktiven Zuckerwatte auf, die vom AKW stammen soll. Es stellt sich aber glücklicherweise heraus, dass es die Gegenprobe mit harmloser Zuckerwatte war. Auf der Flug nach Tahiti erfährt Marcel zufällig durch in der Kamera versteckte Negative, dass André einst seine Fotos an die Presse gegeben hatte, um Marcels Coming Out zu forcieren. Marcel reagiert schockiert und beendet die Beziehung. Didier untersucht das benachbarte Sonnenblumenfeld und findet heraus, dass die Zahnplomben der Besitzerin des Feldes in der gleichen Frequenz pulsieren wie die Zuckerwatte. Doch gerade als er die Frequenz ermittelt hat, beendet der Sender seine Tätigkeit, denn der Chef des AKW hat eigenmächtig die Zuckerwatte entfernt, um die Betriebsstart des neuen Reaktors nicht zu gefährden. Als Didier auf der ermittelten Frequenz verzweifelt die Außerirdischen anfunkt, beginnt diese überraschend wieder zu pulsieren. Er ist gewillt, diese Erfolge vorerst geheimzuhalten, aber Claire hat bereits alle Medien informiert. |           |       |                             |                                       |
| 16 | 4         | -     | ?                           | 27. März 24                           |
| Ein Fernmeldetechniker beobachtet plötzlich auftretende Polarlichter, und auf einmal beginnt eines der zahllosen nicht angeschlossenen Telefone in seinem Auto zu klingeln. Didier hat zunächst eine Erfolgserlebnis, denn die Außerirdischen antworten auf die übermittelten Tonfolgen in gleicher Art. Auf Grund von Claires Medieninformation wird der Chef des AKW im Fernsehen interviewt und bezeichnet Didier als unfähigen Betrüger. Als Elise erfährt, dass Didier seine Ufo-Forschungen heimlich weitergeführt hat, entlässt sie ihn fristlos. Er beginnt eine Beziehung mit Claire. Weil er nicht mehr mit der Sendeanlage des Instituts arbeiten kann, entwickelt er die Idee, viele kleine Satellitenschüsseln synchron zu schalten. Gemeinsam mit Claire, Vera und Rémy fingieren sie eine Firma für die Installation von TV-Satellitenanlagen und stellen den Bewohnern des gesamten Wohnviertels solche Geräte aufs Dach. Tatsächlich gelingt es erneut, mit den Außerirdischen in Kontakt zu treten. André hat auf Tahiti einen Massagesalon eröffnet und will offenbar nicht zurückkommen. Daraufhin übergibt Elise die Leitung von GEPAN an Marcel. Als erster meldet sich bei ihm der Fernmeldetechniker, der behauptet, er hätte sich per Telefon mit einem Außerirdischen unterhalten. |           |       |                             |                                       |
| 17 | 5         | -     | ?                           | 27. März 24                           |
| Véra findet heraus, dass die Außerirdischen mit ihren Kindheitserinnerungen im Zusammenhang stehen müssen. Sie hatte im Rückspiegel des Ufo-Bus sich selbst und den Außerirdischen gesehen, vor dessen Gestalt sie sich schon als Kind gefürchtet hatte. Als sie den Spiegel wegdrehte, brach die Radio-Verbindung mit den Aliens erneut zusammen. Vor dem Institut findet sich ein kleiner Fanclub zusammen, der gegen Didiers Entlassung demonstriert. Sein Sohn Bastien dagegen behauptet, dass Didier gar nicht sein Vater sei, weil im Fernsehen gesagt wird, er sei ein Betrüger. Um seinem Sohn zu beweisen, dass es auch Menschen gibt, die anderer Ansicht sind, nimmt er ihn mit zum Fanclub. Diane hatte ihrer Mutter Elise erzählt, dass Didier unter dem Einfluss von LSD stand, als er das Ufo gesehen hat. Nach kurzem Zögern nutzt Elise das aus, um ihn vor seinem Fanclub zu blamieren, der sich, ebenso wie Bastien, enttäuscht von Didier abwendet. Als Elises missgünstiger Angestellter Michel sich über Didier lustig macht, sagt Elise ihm, dass sie Didier seine Zuckerwatte-Geschichte geglaubt hat, was Michel heimlich aufzeichnet. Véra und Rémy erkennen ihre gegenseitige Zuneigung und beginnen eine Beziehung. Aufgrund der Beobachtungen des Fernmeldetechnikers findet Marcel heraus, dass von dem Teich, an dem dieser sein Telefonat mit den Außerirdischen hatte, eine unterirdische Verbindung mit dem Atomkraftwerk besteht. Die Zuckerwatte wurde dorthin entsorgt – und wird nun von Didier und seinen Freunden aus dem Wasser zurückgewonnen. Véra findet heraus, dass auf dem defekten Anrufbeantworter plötzlich ein Anruf gespeichert ist – in unbekannter Sprache und mit der Stimme eines vermutlichen Aliens. |           |       |                             |                                       |
| 18 | 6         | -     | ?                           | 27. März 24                           |
| Alle bemühen sich, die Nachricht des Außerirdischen auf dem Anrufbeantworter zu übersetzen, was zunächst nicht gelingt. Didier und Claire finden heraus, dass die wiedergewonnene Zuckerwatte zu leuchten beginnt, wenn die Musik eines bestimmter Pop-Songs ertönt. Aus Protest gegen den Verrat von Elise gegenüber ihrem Ex-Mann zieht Diane bei ihrer Mutter aus. Michel macht die Aufzeichnung öffentlich, in der Elise sagt, dass sie Didiers Zuckerwatte-Geschichte glaubt. Um Elise zu helfen, will Didier die bei Musik leuchtende Zuckerwatte im Institut vorführen. Doch diese leuchtet nicht, weil Claire die Zuckerwatte heimlich ausgetauscht hat, um die Forschungen allein weiterzuführen. Claire bleibt dennoch Chefin des Instituts, weil ihr Mitarbeiter Marcel den Umweltskandal aufdeckte, dass das Atomkraftwerk seine Abwässer unerlaubt in den Teich abgelassen hat. Marcel ertappt Rémy und Véra beim Sex im Büro. Rémy bitte Véra daraufhin, auch aus Rücksicht auf seine Noch-Verlobte, in ihrer Beziehung wieder „etwas zurückzuschalten“, was Véra sehr verletzt. Von einer befreundeten Dolmetscherin erhalten sie die Übersetzung des Funkspruchs der Aliens aus der Inuit-Sprache: „Die Erde wird bald zerstört werden.“ |           |       |                             |                                       |
| 19 | 7         | -     | ?                           | 27. März 24                           |
| Bei einer Hypnoseshow des Psychoanalytikers Dr. Petrovski erwachte eine Frau namens Madlen aus der Trance und behauptet, dass Außerirdische mit ihr Experimente gemacht und das Ende der Welt angekündigt hätten. André findet heraus, dass es sich um die unterdrückte Erinnerung an eine Mandeloperation aus ihrer Kindheit handelte, bei der ihr Vater gesagt hatte, das sei eine „Verschwendung von Geld“, wobei sie das „Ende der Welt“ verstanden hatte. Damit Verá sich an ihre Kindheitserlebnisse erinnern kann, als sie einen Außerirdischen sah, will auch sie sich von Dr. Petrovski hypnotisieren lassen. Doch Hypnose funktioniert bei ihr nicht. Stattdessen wird Didier unabsichtlich hypnotisiert und berichtet dabei von seiner Begegnung mit den Aliens. Diese erzählten ihm, dass die Sonne explodieren würde und dies nur durch die Zusammenfügung eines zerbrochenen Gegenstandes verhindert werden könnte, von dem sich ein Teil auf einem „Bären“ befände. Als Dr. Petrovski mit einem Fingerschnipsen behauptet, Rémy von seiner Allergie gegen Computer geheilt zu haben, erkennt Remy, dass es sich bei dieser Allergie um eine unbewusste Reaktion seines Bewusstseins handelte, das ein Leben als gut verdienender Computerspezialist und mit seiner Verlobten Veró ablehnte. Als er das Véra mitteilen will, hat sie gerade keine Zeit, denn sie hat herausgefunden, dass sich hinter dem „Bären“ eine alte Inuit-Legende versteckt. Nunmehr gehen sie davon aus, dass die Aliens nicht vor der Zerstörung der Erde warnen wollten, sondern um Hilfe baten, weil deren eigener Planet bedroht ist. |           |       |                             |                                       |
| 20 | 8         | -     | ?                           | 27. März 24                           |
| Verá lässt Didier von Dr. Petrovski hypnotisieren, doch der erinnert sich immer nur an den Superman-Film, den er mit seinem Sohn angesehen hatte. Didier besucht seine Tochter Denise und benutzt die Bibliothek ihrer Universität, um seine Suche nach dem Sternsystem der Aliens fortzusetzen. Als seine Frau Elise ihre Tochter besucht, gelingt es Didier, sie für eine Nacht zum Bleiben zu überreden, so dass sie in seinem Bett landet. Remys Ex-Freundin taucht bei Véra auf und wird von Véra ermutigt, Remy zu treffen. Die stürmische Begegnung der beiden bricht Véra jedoch fast das Herz, wodurch sie einen Kontakt mit den Aliens spüren kann. Remy und André werden in einen Ort gerufen, wo sich die geschäftstüchtige Bürgermeisterin auch von einer rationalen Erklärung nicht davon abbringen lässt, dass Außerirdische ihren Ort besucht haben, um dies kommerziell verwerten zu können. André verliebt sich in Michel und will mit ihm nach Hamburg fahren, um einen Termin am dortigen Teilchenbeschleuniger wahrzunehmen. Der Termin wird jedoch storniert, weil Claire, die die Zuckerwatte gestohlen hatte, dort mit der Zuckerwatte experimentieren will. Didier, der gerade herausgefunden hat, dass dies das gesamte Sonnensystem zerstören könnte, will sie telefonisch überzeugen, auf das geplante Experiment zu verzichten, doch sie legt den Hörer auf. |           |       |                             |                                       |
| 21 | 9         | -     | ?                           | 27. März 24                           |
| Didier bittet seine Frau Elise, mit ihrer Autorität die Hamburger Experimente von Claires Forschergruppe zu stoppen. Das misslingt, weil Didiers Frau ihn für kindlich traumatisiert hält. Véra und Didier finden jedoch einen anderen Weg, um Claires Experimente zu verhindern. Sie versuchen den Schlagersänger, dessen Musik die Zuckerwatte zum Senden brachte, dazu zu überreden, seinen Titel bei einem Auftritt besonders lange zu singen. Als er sich weigert, singen stattdessen Véra, Didier, Remy und André selbst. Tatsächlich teleportiert die Zuckerwatte zu ihnen, aber um etwaige Experimente und damit die Zerstörung des Sonnensystems zu verhindern, isst Vera die Zuckerwatte auf. Die anderen machen ihr klar, dass dadurch die letzte Chance auf Rettung der Außerirdischen verpasst ist. Doch Vera gelingt es aufgrund ihres Liebeskummers, den außerirdischen Kamm komplett in ihre Welt zu teleportieren. Dabei öffnet sich offenbar ein Wurmloch und die Aliens mitsamt eines Flamingos gelangen auf die Erde. Kurz darauf werden André und seine Freunde zu einer UFO-Sichtung gerufen, bei der sie die Ankömmlinge entdecken. |           |       |                             |                                       |
| 22 | 10        | -     | ?                           | 27. März 24                           |
| André, Didier, Verá und Remy fahren die vermeintlichen Aliens in ihre Diensträume und verstecken sie dort. Als Michel sie entdeckt, unterstützt er sie dabei. Es stellt sich heraus, dass es sich um Eskimos aus Kamtschatka handelt, die durch eine Wurmloch auf einen fernen Planeten gelangt sind und denen jetzt mit Hilfe Véras und des Kammes die Rückkehr gelang. Nachdem sie einen TV-Bericht über Honolulu gesehen haben, wollen sie jedoch nicht wieder nach Kamtschatka, sondern nach Tahiti. Claire spioniert Didier hinterher, erfährt von der Existenz der Eskimos und nimmt Kontakt auf mit Valérie Delbrosse, Didiers früherer Kontrahentin aus Staffel 1. |           |       |                             |                                       |
| 23 | 11        | -     | ?                           | 27. März 24                           |
| Als überall auf der Erde scheinbare Funkechos auf den Radar-Geräten erscheinen, sucht Delbrosse über Claire Kontakt zu Didier, der ihr jedoch zunächst nicht glaubt. Didier kontaktiert Elise' neuen Lebensgefährten, der für die Hilfsorganisation „Ärzte ohne Grenzen“ arbeitet. Er soll dabei helfen, die Flüchtlinge nach Tahiti zu bringen. Marcel weigert sich zunächst, seinen Ex-Freund André auf Tahiti zu kontaktieren. Als Michel erfährt, dass Marcel dafür mitverantwortlich war, dass sein Satellit abstürzte, trennt er sich wieder von ihm. Nun ruft Marcel bei André an, der sich tatsächlich bereit erklärt, beim Transfer der Flüchtlinge zu helfen. Remy teilt Verá mit, dass er seine Hochzeit abgesagt hat, weil er erkannt hat, dass er nur sie liebt. Doch Véra lässt sich dadurch nicht von ihrem Entschluss abbringen, mit den Flüchtlingen nach Tahiti zu gehen und Schamanin zu werden. Das Flüchtlingsmädchen Kuanna folgt ihrer davonfliegenden Puppe und wird von allen gesucht. Mit Hilfe von Michel, der Kuannas Amulett über seinen heimlich installierten Satellitenempfänger orten kann, wird sie in der folgenden Nacht wiedergefunden. Sie schaut auf einen vermeintlichen Vollmond, obwohl gar kein Vollmond ist. Das leuchtende Objekt erweist sich als abfliegendes UFO. Ihre Puppe, für die sich die UFO-Insassen offenbar interessiert haben, fällt zurück auf die Erde – und die weltweiten Funkechos verschwinden wieder. |           |       |                             |                                       |
| 24 | 12        | -     | 14. März 22                 | 27. März 24                           |
| Didier stimmt einem Treffen mit Delbrosse zu, damit Marcel sie fotografieren und die Fotos der Polizei übergeben kann. Doch sie erscheint nicht und gibt Didier stattdessen telefonisch zu verstehen, dass sie von den Flüchtlingen weiß. Als Didier und Marcel zum GEPAN-Büro zurückkommen, fährt dort gerade die Gendarmerie vor, um die Flüchtlinge festzunehmen. Michel verkleidet sich als Eskimo, um die Gendarmen abzulenken, während die Flüchtlinge über die Feuerleiter zum Ufo-Bus hinunterklettern, der sie zum Flugplatz fährt. Elise' Lebensgefährte hat einen Flug organisiert, um die Flüchtlinge nach Tahiti in Sicherheit zu bringen. Beim Abschied überreicht der Anführer der Flüchtlinge Didier ein Stück Metall, das nach seinen Angaben der „Mondmann“ aus seinem Ohr geholt und ihm überreicht habe. Es erweist sich als ein Stück Iridium. Véra entschließt sich in letzter Minute, nicht nach Tahiti mitzufliegen, um frei und mit Remy zusammen sein zu können. Claire wird Presseverantwortliche bei „Ärzte ohne Grenzen“, während Didier und Elise wieder zusammenfinden, ebenso wie André und Michael. Als Didiers Sohn Bastien im Fernsehen auftritt, wirft er einem bekannten Sänger vor, dieser sei sein Vater und hätte sich nicht um ihn gekümmert. Zu Didier, den er nicht als Vater anerkennt, sagt er, dass diesen ja gar nicht interessieren würde, wer dessen eigener Vater sei. Daraufhin fährt Didier mit Elise, Denise und Bastien zu seinen Pflegeeltern, um sich seine eigene Geschichte von ihnen berichten zu lassen. Sie erzählen ihm, dass er als Kind auch ein Stück Metall im Ohr gehabt hätte, das sie für ihn aufbewahrt haben. Sie vermuten deshalb, dass er aus Kanada, Südafrika oder Simbabwe stammt, denn nur dort würde dieses Iridium vorkommen. Als er es in der Hand hält und das andere Iridium dazulegt, verschmelzen die beiden Stücke, und er beginnt, ein paar Zentimeter in die Höhe zu schweben. |           |       |                             |                                       |

## Auszeichnungen
- Nominierung beim Festival Canneseries 2020
- Nominierung bei Berlinale Series 2021
- Auszeichnung Beste 26 Minuten Serie 2021 durch die Association des critiques de séries[2]
- Auszeichnung Bester Schauspieler 2021 für Melvil Poupaud von Association des critiques de séries[2].
- Auszeichnung Beste Regie 2022 für Antony Cordier von Association des critiques de séries[3]

## Rezeption
In Frankreichs Presse erhielt die Serie durchwegs positive Kritiken durch renommierte Medien wie beispielsweise Le Figaro, Le Monde und Le Parisien.